# デービッド・リー (バレーボール)
デービッド・リー（David Lee、男性、1982年3月8日 - ）はアメリカ合衆国の元男子バレーボール選手。現役時代のポジションはミドルブロッカー。元アメリカ代表。

## 来歴
- クラブチーム

カリフォルニア州アルパイン出身。カリフォルニア州立大学ロングビーチ校を卒業後、プエルトリコのCaribes de San Sebastiánを経て、2004/05シーズンはポルトガルのCastêlo da Maia GCで、2005/06シーズンはフランスリーグのRennes Volley 35でプレーした。2006/07シーズンから2年間はトルコリーグのハルクバンク・アンカラで活躍し2007/08シーズンのリーグで準優勝した。2008/09シーズンはイタリアセリエA1のモデナ・バレーでプレーした。その後、活躍の場をロシアに移し、Lokomotiv Novosibirsk、Kuzbass Kemerovoを経て2011/12シーズンにVCディナモ・モスクワでプレーしリーグ準優勝した。2012/13シーズンはゼニト・カザンへ移籍し、スーパーリーグで3位、ロシアスーパーカップで優勝を果たした。欧州チャンピオンズリーグではベストブロッカー賞を受賞し銅メダルを獲得した。2013/14シーズンは中国スーパーリーグの上海金色年华男子排球俱乐部と契約し、リーグ準優勝へ導き、自身はベストミドルブロッカー賞を受賞した。2014/15シーズンはロシアのロコモティフ・ノヴォシビルスクでプレーし、ロシアカップで準優勝した。2015/16シーズンはギリシャリーグのP.A.O.Kテッサロニキでプレーし、リーグ優勝に貢献した。2016/17シーズンはトルコリーグのZiraat Bankası Ankaraでプレーした。2017/18シーズンはアルゼンチンのUPCN Voley Clubと契約し、LigaA1とスーパーカップで優勝を果たした。2018/19シーズンはインドリーグのKochi Blue Spikersでプレーした。2021/22シーズンをもって現役を引退した。
- 代表チーム

2003年、アメリカ代表に初選出される。2005年、北中米選手権で金メダルを獲得した。2007年、ワールドカップに出場し4位となった。2008年、ワールドリーグで金メダルを獲得した。同年8月の北京五輪では金メダルを獲得した。2010年、イタリアで開催された世界選手権で6位となった。2011年、北中米選手権で銀メダルを獲得し、自身はベストミドルブロッカー賞を受賞した。2012年、ワールドリーグで銀メダルを獲得した。同年のロンドン五輪に出場した。2013年、北中米選手権に出場し金メダルを獲得した。同年のワールドグランドチャンピオンズカップに出場した。2014年からは代表チームで主将務め、ワールドリーグで金メダルを獲得し、自身はベストミドルブロッカー賞を受賞した。2015年9月のワールドカップで金メダルを獲得した。2016年、リオデジャネイロ五輪に出場し銅メダルを獲得した。

## 球歴
- オリンピック - 2008年、2012年、2016年
- 世界選手権 - 2010年、2014年
- ワールドカップ - 2007年、2011年、2015年
- ワールドリーグ - 2006年～2016年

## 受賞歴
- 2008年　2007/08トルコリーグ　ベストブロッカー賞
- 2010年　ロシアカップ　ベストブロッカー賞
- 2011年　北中米選手権 ベストミドルブロッカー賞
- 2013年  2012/13欧州チャンピオンズリーグ　ベストブロッカー賞
- 2014年　ワールドリーグ ベストミドルブロッカー賞

## 所属クラブ
- カリフォルニア州立大学ロングビーチ校
- Castêlo da Maia GC（2004-2005年）
- Rennes Volley 35（2005-2006年）
- ハルクバンク・アンカラ（2006-2008年）
- モデナ・バレー（2008-2009年）
- Lokomotiv Novosibirsk（2009-2010年）
- Kuzbass Kemerovo（2010-2011年）
- VCディナモ・モスクワ（2011-2012年）
- ゼニト・カザン（2012-2013年）
- 上海金色年华男子排球俱乐部（2013-2014年）
- ロコモティフ・ノヴォシビルスク（2014-2015年）
- P.A.O.K.テッサロニキ（2015-2016年）
- Ziraat Bankası Ankara（2016-2017年）
- UPCN Voley Club（2017-2018年）
- Kochi Blue Spikers（2018-2019年）
- Calicut Heroes（2021-2022年）